# Liste der Baudenkmale in Kirchgellersen
In der Liste der Baudenkmale in Kirchgellersen sind die Baudenkmale der niedersächsischen Gemeinde Kirchgellersen und ihrer Ortsteile aufgelistet. Der Stand der Liste ist der 25. Januar 2023. Die Quelle der  IDs und der Beschreibungen ist der Denkmalatlas Niedersachsen.

## Kirchgellersen

### Gruppe: Im Dorfe 7
Die Gruppe hat die ID: 34327323. Hofanlage aus Wohn-/Wirtschaftsgebäude und Fachwerkscheune mit Baumbestand und Feldsteinpflasterung. Wohn-/Wirtschaftsgebäude mit Wirtschaftsgiebel auf Hofeinfahrt ausgerichtet. und  weit zurückgesetzt zentral auf Hofanlage. Scheune im Norden traufständig direkt an der Straße.

| Lage                                     | Bezeichnung  | Beschreibung | ID       | Bild |
| ---------------------------------------- | ------------ | --- | -------- | ---- |
| Im Dorfe 7 53° 13′ 52″ N, 10° 17′ 31″ O  | Scheune      | Traufständiger, eingeschossiger Fachwerkbau in Vierständerbauweise mit Backsteinausfachung unter Halbwalmdach in Hohlpfannendeckung. Errichtet zweite Hälfte 19. Jh. | 28829689 | BW   |
| Im Dorfe 7a 53° 13′ 51″ N, 10° 17′ 31″ O | Blankens Hus | Eingeschossiger Fachwerkbau in Zweiständerweise mit Backsteinausfachung unter Halbwalmdach ursprünglich in Weichdeckung, heute Faserzementrautendeckung. Walme und Wirtschaftsgiebel kragen über Knaggen vor. Ursprünglich mit Vorschauer. Bauinschrift am Dielentor. Errichtete 1645(i). Langseiten nachträglich erhöht. | 28829708 | BW   |

### Gruppe: Im Dorfe 24
Die Gruppe hat die ID: 34327307. Hofanlage aus Wohn-/ Wirtschaftsgebäude und Scheune. Das Gebäude steht traufständig durch Vorgarten leicht zurückgesetzt von der Straße. Scheune giebelständig mit Ausrichtung auf Zufahrt. Auf dem Hof Kopfsteinpflasterung. Einfriedung durch Zaun auf Feldsteinsockel.

| Lage                         | Bezeichnung               | Beschreibung | ID       | Bild |
| ---------------------------- | ------------------------- | --- | -------- | ---- |
| 53° 13′ 53″ N, 10° 17′ 35″ O | Scheune                   | Eingeschossiger Fachwerkbau mit Backsteinausfachungen unter Krüppelwalmdach in Hohlpfannendeckung. Ausmittige Längsdurchfahrt. Errichtete 1901(i). | 28829651 | BW   |
| 53° 13′ 53″ N, 10° 17′ 34″ O | Wohn-/ Wirtschaftsgebäude | Fachwerkbau in Zweiständerbauweise auf Feldsteinsockel mit Backsteinausfachungen unter Halbwalmdach in Siegener Pfannenblech gedeckt. Wirtschaftsgiebel auf Dachschwelle leicht vorkragend, ursprünglich mit Vorschauer. Errichtete Mitte 18. Jh. Wohnteil und Flett zweigeschossig aus Backstein ersetzt unter Krüppelwalmdach in Hohlpfannendeckung. Umgebaut nach 1900. | 28829670 | BW   |

### Einzelobjekte
| Lage                                                           | Bezeichnung               | Beschreibung | ID       | Bild |
| -------------------------------------------------------------- | ------------------------- | --- | -------- | ---- |
| Im Dorfe/Schmiedeweg 53° 13′ 53″ N, 10° 17′ 29″ O              | Denkmal                   | | 28829578 |      |
| In der Peul 14 53° 13′ 55″ N, 10° 17′ 47″ O                    | Cohrs Hus                 | Fachwerkbau in Zweiständerbauweise mit Unterrähmkonstruktion mit Backsteinausfachungen unter Walmdach in Reetdeckung. Südliche Kübbung älter. Am Wirtschaftsgiebel einfach ausgekragter Walm auf vier Knaggen mit Kerbschnitt, wie Flettkopfbänder. Ursprünglich mit Vorschauer. Errichtet 1560(d). Umbauphase am Wohngiebel in zweiter Hälfte 18. Jh. | 28829539 | BW   |
| In der Peul 16 53° 13′ 56″ N, 10° 17′ 48″ O                    | Wohn-/ Wirtschaftsgebäude | Fachwerkbau in Zweiständerbauweise mit Backsteinausfachungen unter Halbwalmdach in Reetdeckung. Wesentliche Umbauphase um 1850 unter Beibehaltung älterer Bauteile vor 1600 (?). | 28829632 | BW   |
| Lüneburger Straße/Böhmsholzer Weg 53° 13′ 47″ N, 10° 17′ 52″ O | Denkmal                   | | 28829522 | BW   |
| Südergellerser Straße 53° 13′ 48″ N, 10° 17′ 34″ O             | Ev. Kirche                | Die Kirche St. Laurentius Kirchgellersen ist eine neogotische Backsteinkirche. Saalbau mit Westturm und eingezogenem polygonalem Chor mit 5/8-Schluss. Langhaus und Chor mit Strebepfeilern und Maßwerkfenstern sowie Friese in Ziegeldekor. Zwei vorgezogene spitzbogige Archivoltenportale in Mitte der Langseiten sowie Sakristei und Heizungshaus seitliche neben dem Chor. Dächern in Pfannendeckung. Im Inneren Raumabschluss durch hölzerner kassettierte Balkendecke in Hammerbalken-Konstruktion, Chorraum mit Kreuzrippengewölbe und profiliertem Triumphbogen. Neogotischer Kanzelaltar und dreiseitige Emporen. Errichtet 1856 bis 1859. Westturm gestaffelt in vierseitigen Unterbau mit Eingangsportal, hohen spitzbogigen Schallöffnungen sowie steinernen Filialen als Eckbekrönung und achtseitigen Oberbau mit Uhrengeschoss unter achtseitiger kupfergedeckter Spitze. Errichtet 1904, Architekt O. Pieper, Hamburg. Innenraum 1913 neu ausgemalt und Farbglasfenster im Chorraum gestaltet. Ausstattung aus den Vorgängerbauten: Taufkessel 1450 Erstellt aus Bronze wahrscheinlich von Cord Vribusch, Opferstock 1694. | 28829729 |      |
| Südergellerser Straße 5 53° 13′ 41″ N, 10° 17′ 33″ O           | Scheune (17. Jh.)         | | 28829465 | BW   |
| Westergellerser Straße 8 53° 13′ 49″ N, 10° 17′ 15″ O          | Wohn-/ Wirtschaftsgebäude | Traufständiger, eingeschossiger Fachwerkbau auf Backsteinsockel mit Backsteinausfachung unter Halbwalmdach in Hohlpfannendeckung. Kassettierte Eingangstür, Bauinschrift über dem Oberlicht. Errichtet 1882(i). | 28829446 | BW   |

### Ehem Einzelobjekte
| Lage                                                 | Bezeichnung                     | Beschreibung                                      | ID | Bild |
| ---------------------------------------------------- | ------------------------------- | ------------------------------------------------- | -- | ---- |
| In der Peul 8 53° 13′ 53″ N, 10° 17′ 45″ O           | Wohn-/ Wirtschaftsgebäude       |                                                   |    | BW   |
| Lüneburger Straße 14 53° 13′ 47″ N, 10° 17′ 50″ O    | Wohn-/ Wirtschaftsgebäude       | nicht mehr im Denkmalatlas verzeichnet (05.10.21) |    | BW   |
| Südergellerser Straße 5 53° 13′ 43″ N, 10° 17′ 36″ O | Scheune (19. Jh.) an der Straße |                                                   |    | BW   |